# Lumor Agbenyenu
Lumor Agbenyenu, oft auch nur Lumor, (* 15. August 1996 in Accra) ist ein ghanaischer Fußballspieler.

## Karriere

### Verein
Lumor entstammt der Jugendarbeit des ghanaischen Erstligisten Wassaman United. Zur Saison 2014/15 wechselte er auf Leihbasis in die A-Jugend des portugiesischen Klubs FC Porto, mit der er u. a. in der UEFA Youth League spielte. Am 31. August 2015 wechselte Lumor zunächst auf Leihbasis bis zum Ende der Saison 2015/16 zum portugiesischen Zweitligisten Portimonense SC. Am 20. Februar 2016 erwarb der Portimonense SC die Transferrechte an Lumor und stattete ihn mit einem Vertrag mit einer Laufzeit bis zum 30. Juni 2021 aus, der eine Ausstiegsklausel in Höhe von zehn Millionen Euro enthielt. In der Saison 2015/16 absolvierte er 31 Ligaspiele. Auch in der Saison 2016/17 war Lumor Stammspieler und absolvierte bis Januar 2017 21 Ligaspiele, in denen er einen Treffer erzielte.
Am 26. Januar 2017 wechselte Lumor bis zum Ende der Saison 2016/17 auf Leihbasis in die 2. Bundesliga zum TSV 1860 München. Bis zum Saisonende kam er auf 16 Ligaeinsätze, in denen er zwei Tore erzielte. Das Leihgeschäft endete nach dem Abstieg des TSV 1860 München. Zur Saison 2017/18 kehrte Lumor zum Portimonense SC, der in seiner Abwesenheit in die Primeira Liga aufgestiegen war. Bis Ende Januar 2018 kam er zu 17 Ligaeinsätzen.
Am 31. Januar 2018 wechselte Lumor innerhalb der Primeira Liga zu Sporting Lissabon. Sporting Lissabon erwarb für 2,5 Millionen Euro 50 Prozent der Transferrechte und stattete ihn mit einem Vertrag mit einer Laufzeit bis zum 30. Juni 2022 aus. Für Sporting kam er bis zum Saisonende auf sieben Ligaeinsätze und wurde Ligapokalsieger. Für die Rückrunde der Saison 2018/19 wurde er an den türkischen Erstligisten Göztepe Izmir ausgeliehen. Im Anschluss folgte eine einjährige Leihe nach Spanien zu RCD Mallorca.
Im Sommer 2021 wechselte Lumor zu Aris Thessaloniki. Nach einem Jahr wurde sein Vertrag dort nicht mehr verlängert und nach kurzer Vereinslosigkeit schloss sich der Abwehrspieler im Oktober 2022 dem spanischen Zweitligisten FC Málaga an. Er absolvierte zwei Spiele für Málaga, ehe er den Verein im März 2023 wieder verließ. Zur Saison 2023/24 wechselte er wieder nach Griechenland, diesmal zu AE Kifisia. Für Kifisia absolvierte er insgesamt elf Partien in der Super League.
Im Januar 2024 wechselte Agbenyenu zum österreichischen Zweitligisten SV Ried, bei dem er einen bis 2025 laufenden Vertrag erhielt. Für Ried absolvierte er 23 Spiele in der 2. Liga. Am Ende der Saison 2024/25 stieg er mit dem Team in die Bundesliga auf, woraufhin er Ried verließ.

### Nationalmannschaft
Lumor debütierte am 11. Juni 2017 im Rahmen des Qualifikationsspiels zum Afrika-Cup 2019 gegen Äthiopien (5:0) für die ghanaische Nationalmannschaft. Insgesamt absolvierte er in den folgenden zwei Jahren 13 Länderspiele (plus drei inoffizielle Partien) für die Auswahl.

## Erfolge
- Portugiesischer Ligapokalsieger: 2018